# Ituri tartomány
Az Ituri tartomány a Kongói Demokratikus Köztársaság északkeleti tartománya. A tartományban található az Ituri-esőerdő. A tartomány nemzeti nyelve a szuahéli.

## Földrajza
A tartomány az Ituri folyó északkeleti részén és az Albert-tó nyugati oldalán terül el. Határos  Ugandával és Dél-Szudánnal. Öt adminisztratív körzetre oszlik, ezek:
- Aru (6740 km² )
- Djugu (8184 km²)
- Irumu (8730 km²)
- Mahagi (5221 km²)
- Mambasa (36 783 km²)

Az Ituri tartomány 2000–2500 méter magasan fekvő platón terül el, melyben mind a nagy trópusi esőerdők, mind a szavannák megtalálhatók. A területnek különleges állatvilága van, köztük az okapi, Kongó nemzeti állata. Itt található különleges növény a Mangongo, melyből a mbuti emberek házukat építik.

## Gazdaság
Az Ituri tartományban találhatók a Kilo-Moto aranybányák.

## Története
Az Ituri tartomány, Kibali-Ituri néven a Kongói Demokratikus Köztársaság tartománya volt 1962–1966 között. A köztársaság új alkotmányának 2006-ban történt elfogadása előtt Ituri jogi státusza számos vitának adott alapot. A második kongói háború kezdete, 1998 óta az ugandai népi erők (UPDF) és egy ugandai támogatású, a kongói demokráciáért küzdő felszabadító szervezet tagjai tartották kézben. 1999 júniusában az UPDF parancsnoka James Kazini tábornok, a kongói felszabadító szervezet tiltakozása ellenére újraalakította a Kibali-Ituri tartományt az Orientale tartomány keleti részén. A tartományt többnyire csak Iturinak hívták, tartományi fővárosa Bunia volt. Az új tartomány létrejötte a hema etnikai csoport irányítása alatt a jelenleg is tartó Ituri-konfliktushoz vezetett, mely ezrek életét követelte. A legtöbb hivatalos térkép nem is tüntette fel az új tartományt. Az új alkotmány végre rendezte Ituri státuszát.

## Kormányzat
A jelenlegi irányítás az Ituri Békéltető Tanács erőfeszítései eredményeképpen jött létre, mely hosszas késedelem után, az ugandai erők visszavonulása után alakult meg 2003-ban. Mindez az Ideiglenes Ituri Gyűlés létrejöttéhez vezetett, mely vezető ügyintézőt és elnököt választott. A jelenlegi elnök Petronille Vaweka, aki egyben a Kongói Demokratikus Köztársaság Nemzetgyűlésének tartományi képviselője.
A kerület jelenleg az Orientale tartományhoz tartozik. A 2006-os alkotmány 2009 februári életbe lépésekor az Ideiglenes Gyűlés vagy újraalakul vagy tartományi gyűlés lép a helyébe. Ekkor választásokat tartanak, melyben kormányzót és kormányzó-helyettest is választanak.

### Elnökök, kormányzók Kibali-Ituriban
- 1962. szeptember – 1966. december 28.  Jean Foster Manzikala
- 1999 Adele Lotsoye Mugisa (kinevezte: James Kazini)
- 1999. december – 2001 eleje Ernest Uringi Padolo
- 2001. december – 2002. november  Joseph Eneku
- 2002. február - ? Jean-Pierre Mulondo Lonpondo
- 2003. április - napjainkig Emmanuel Leku Apuobo

## Népesség
A lakosságot az alur, hema, lendu, ngiti, bira és ndo-okebo népcsoportok alkotják, az összetételükre vonatkozó számok meglehetősen változóak. A mbutik alkotta pigmeus csoport elsősorban az Ituri-esőerdőben, az Okapi Vadrezervátum közelében él, bár a mbutik közül sokaknak el kellett hagyniuk lakhelyüket az erdők területének csökkenése, a túlvadászat és a környéken folyó erőszak miatt.